# Coccophagus secamonei
Coccophagus secamonei är en stekelart som beskrevs av Jean Risbec 1957. Coccophagus secamonei ingår i släktet Coccophagus och familjen växtlussteklar.
Artens utbredningsområde är Madagaskar. Inga underarter finns listade i Catalogue of Life.